# Paso Farías
Pour les articles homonymes, voir Paso.
Paso Farías est une localité d'Uruguay située dans le département d'Artigas. Sa population est de 27 habitants.

## Géographie
Paso Farías est située dans le secteur 5, à l'est de la ville de Tomás Gomensoro.

## Population
| Année | Population |
| ----- | ---------- |
| 1996  | –          |
| 2004  | 27         |

,